# Дмитриев, Игорь Сергеевич (химик)
И́горь Серге́евич Дми́триев (род. 18 декабря 1948 года) — советский и российский химик, историк науки. Доктор химических наук, профессор кафедры философии науки и техники философского факультета Санкт-Петербургского государственного университета, директор Музея-архива Д. И. Менделеева СПбГУ. Автор около 150 научных работ, в том числе десяти монографий. Просветитель, читающий публичные лекции по истории науки.

## Биография
Окончил химический факультет ЛГУ имени А. А. Жданова в 1971 году и с этого времени работал на кафедре квантовой химии и в Музее-архиве Д. И. Менделеева. В 1976 году защитил кандидатскую диссертацию по специальности «история науки и техники» на тему «Возникновение и развитие квантовомеханической теории ковалентной связи», в 1990 году — докторскую диссертацию «Формирование атомистических представлений в химии в период становления её как науки»; последняя была защищена одновременно по специальностям «история науки и техники» и «неорганическая химия». С 1991 года И. С. Дмитриев — директор Музея-архива Д. И. Менделеева.
6 октября 2018 года принимал участие в научно-просветительском форуме «Учёные против мифов-8», проходившем в НИТУ «МИСиС», выступив в качестве члена жюри антипремии «Почётный академик ВРАЛ».